# Hirschwurz-Haarstrang
Der Hirschwurz-Haarstrang (Peucedanum cervaria, Synonym: Cervaria rivini), auch Hirschwurz oder Hirsch-Haarstrang genannt,  ist eine Pflanzenart aus der Gattung Haarstrang (Peucedanum) innerhalb der Familie der Doldenblütler (Apiaceae).

## Beschreibung

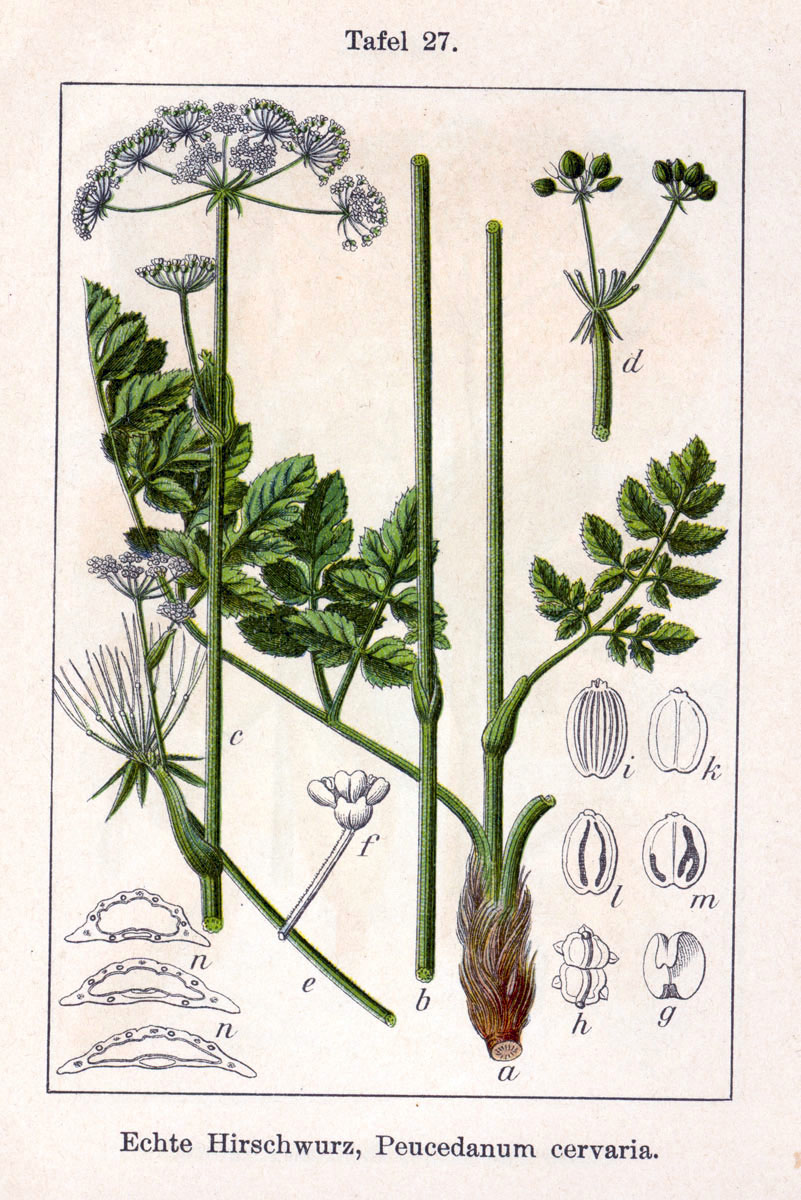
Illustration bei Sturm

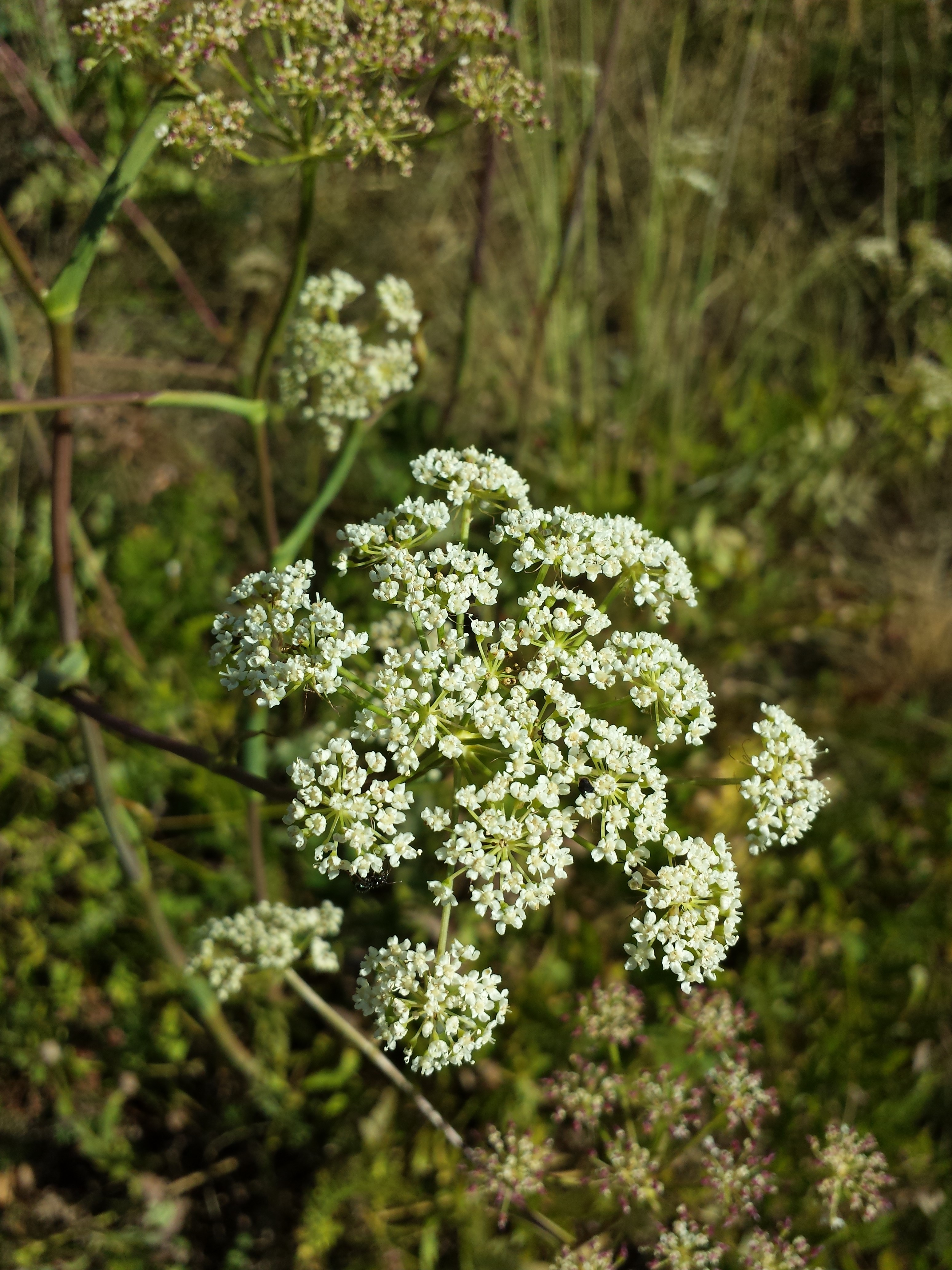
Doppeldoldiger Blütenstand

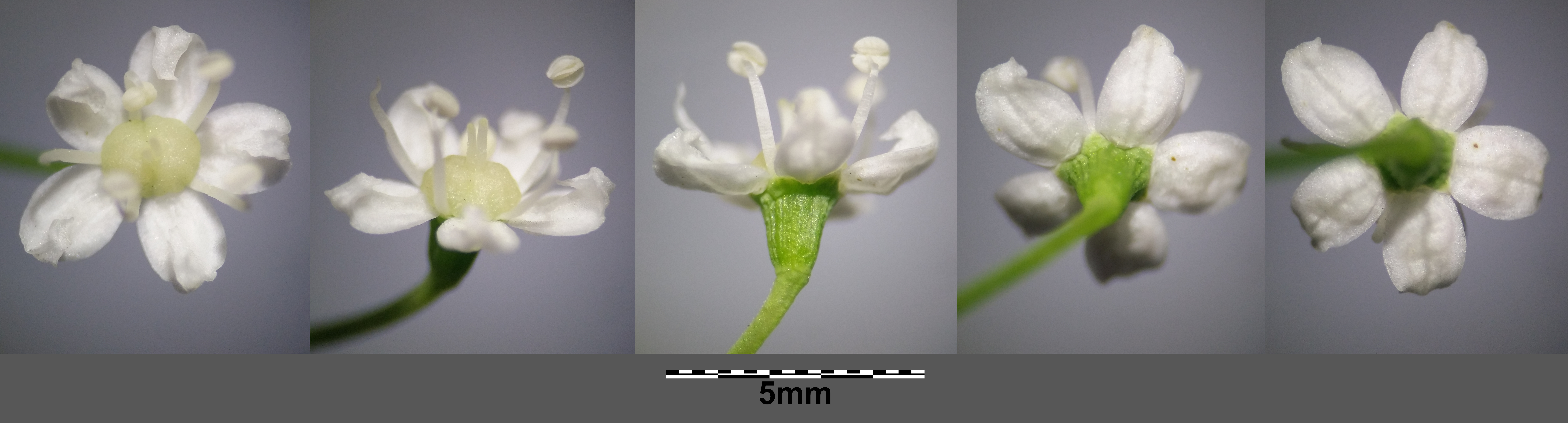
Blüten

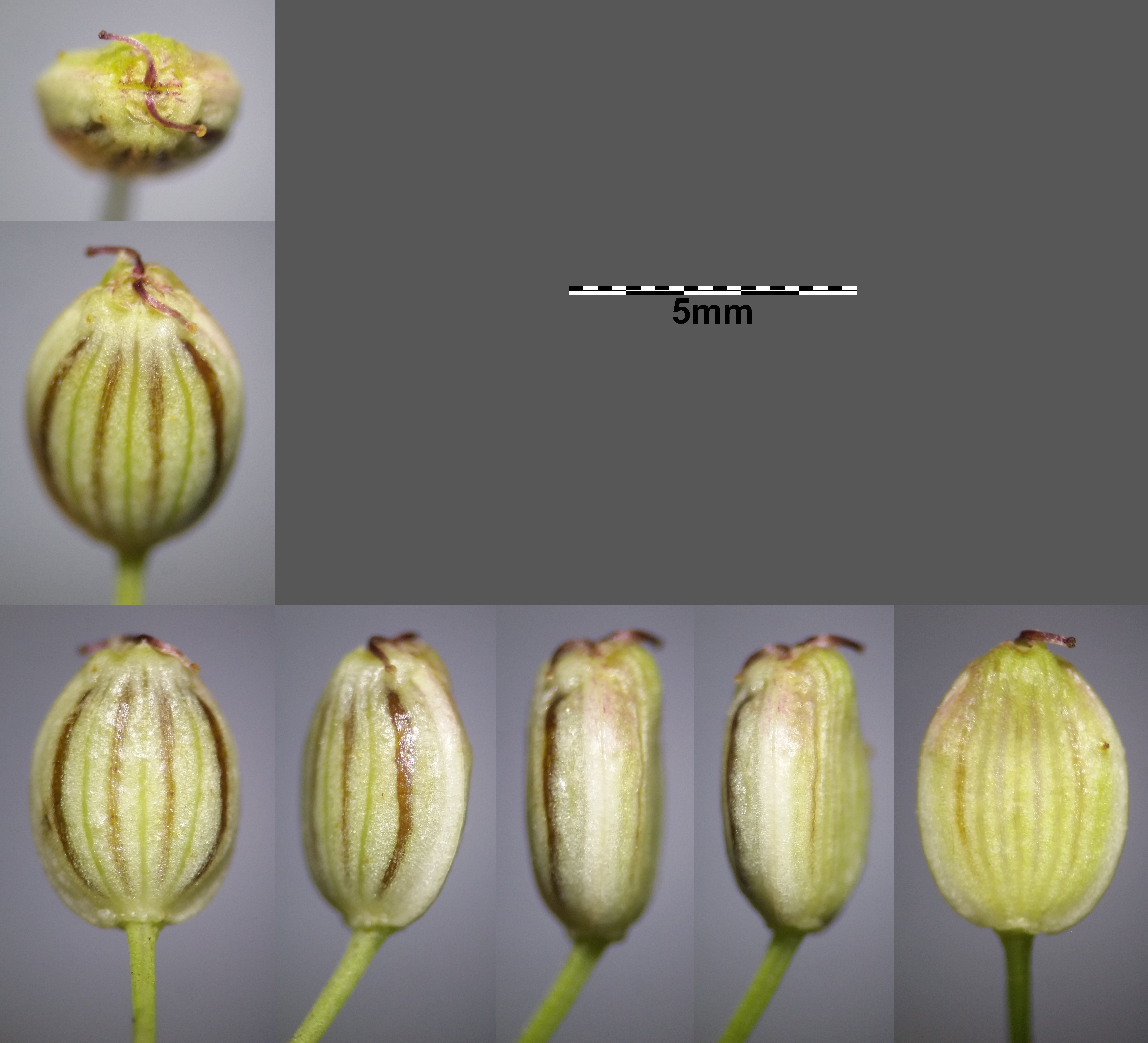
Junge Früchte

### Vegetative Merkmale
Der Hirschwurz-Haarstrang ist eine ausdauernde krautige Pflanze, die Wuchshöhen von 30 Zentimetern bis zu 1,5 Metern erreicht. Sie wurzelt bis 140 Zentimeter tief. Die Grundachse ist am Hals faserschopfig. Der Stängel ist aufrecht, rund, im unteren Teil schwächer, im oberen Teil tiefer gerillt, einfach oder oben spärlich verästelt und fast blattlos.
Die Laubblätter sind zwei- bis dreifach gefiedert und leicht blaugrün überlaufen. Die Fiederäste wie die Fiedern gehen in einem spitzen Winkel ab und liegen mehr oder weniger in einer Ebene. Die Fiederabschnitte stehen recht locker, sind eiförmig, scharf gesägt und besitzen gelbbraune Grannenspitzen. Die unteren Laubblätter sind bis 50 Zentimeter lang und bis 30 Zentimeter breit. Die oberen Stängelblätter sind auf den Blattscheiden sitzend oder haben eine ganz verkümmerte Blattspreite.

### Generative Merkmale
Die Blütezeit reicht von Juli bis August. Im doppeldoldigen Blütenstand ist 20- bis 30-strahlig. Die zahlreichen Hüllblätter sind zurückgeschlagen. Die Döldchenstiele sind kurz behaart. Die zahlreichen Hüllchenblätter sind lanzettlich-pfriemlich und zurückgeschlagen.
Die Blüten sind radiärsymmetrisch. Die Blüten sind zwittrig oder männlich. Die weißen Kronblätter sind bei einer Länge von etwa 1,3 Millimetern sowie einer Breite von etwa 1 Millimeter schmal verkehrt-eiförmig und an der Spitze mit einem eingeschlagenen Läppchen versehen. Die zwei Griffel sind 1 bis 1,5 Millimeter lang.
Die Frucht ist bei einer Länge von 4 bis 6 Millimetern sowie einer Breite von 3 bis 4 Millimetern oval und besitzt schmale Randrippen.
Die Chromosomenzahl beträgt 2n = 22.

## Ökologie
Beim Hirschwurz-Haarstrang handelt es sich um einen Hemikryptophyten.
Blütenbesucher sind Dipteren, Hymenopteren und Coleopteren.
Die Elsässer Sommerwurz (Orobanche alsatica subsp. alsatica) schmarotzt auf der Hirschwurz. Hirschwurz-Haarstrang ist Wirtspflanze für Pilzarten Erysibe polygoni, Puccinia bullata, Puccinia oreoselini, Leptosphaeria modesta und Leptosphaeria spectabilis.

## Vorkommen und Gefährdung

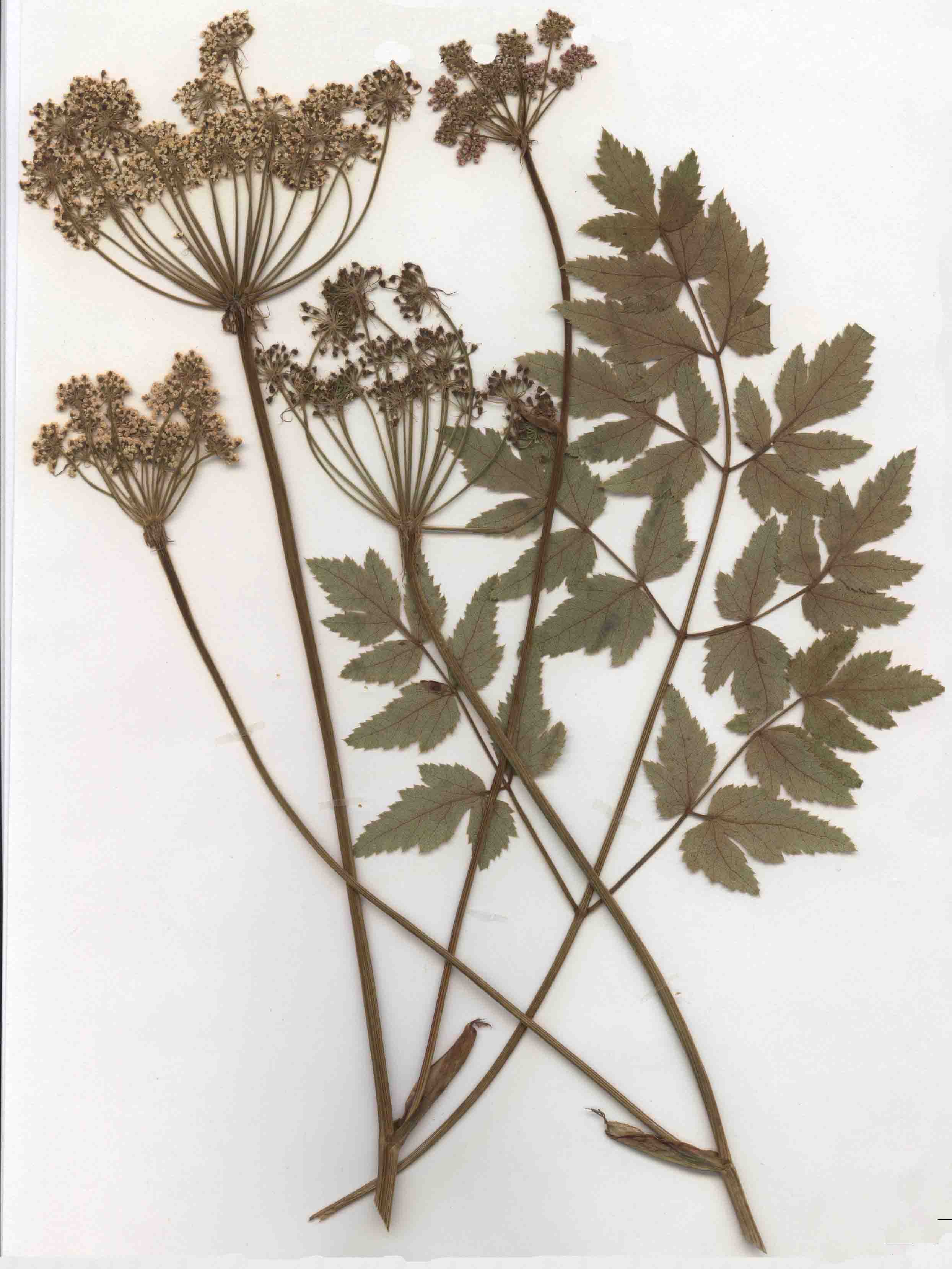
Herbarbeleg (bitte keine Pflanzenteile aus Naturbeständen entnehmen)

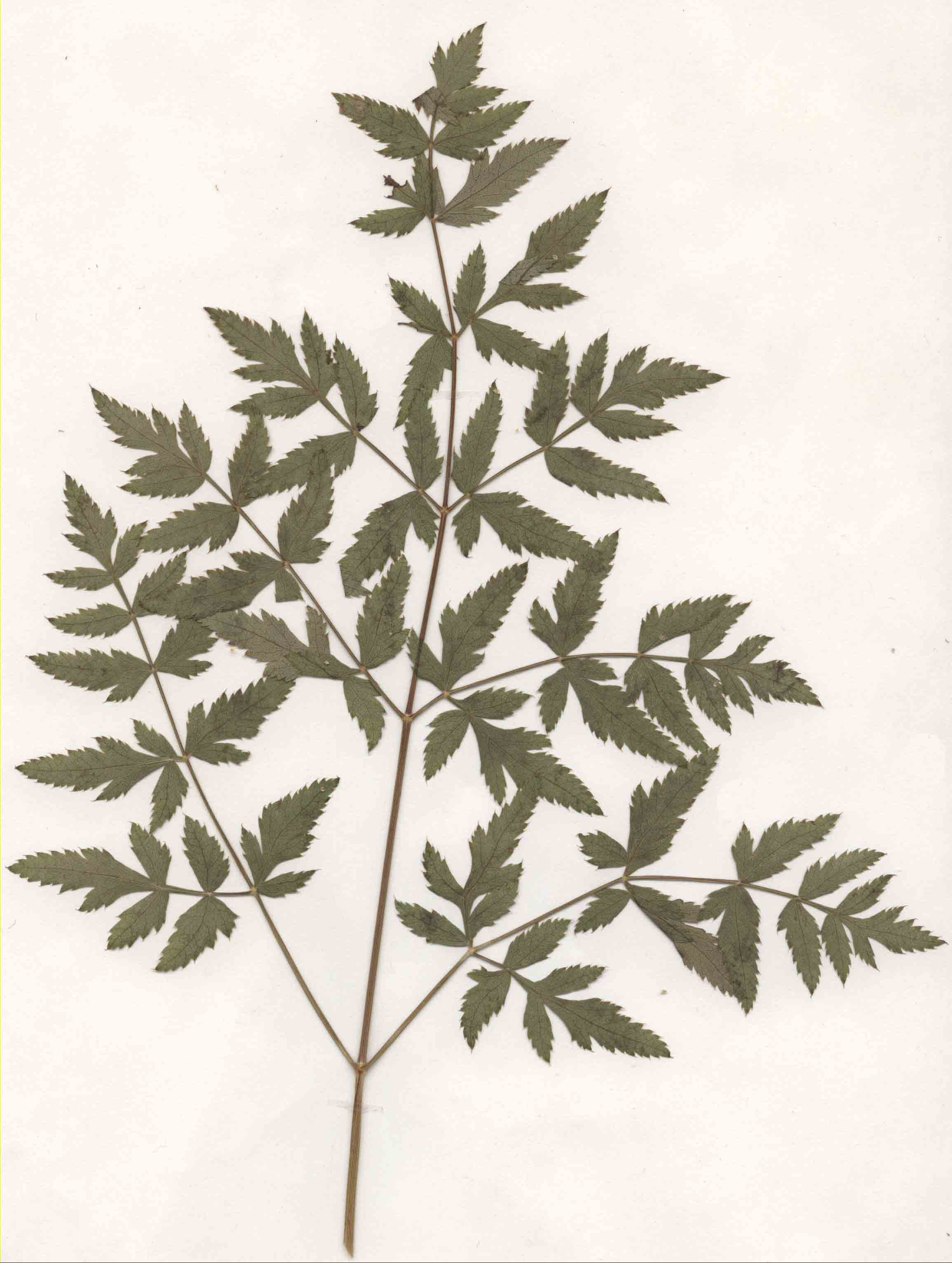
Herbarbeleg eines Stängelblattes

Der Hirschwurz-Haarstrang kommt in Europa, südwärts bis Nordspanien, Italien und der Balkan-Halbinsel vor. Ostwärts bis Mittelrussland, nordwärts bis etwa Oder und Weichsel. Er ist ein submediterran-schwach-kontinentales Florenelement. Es gibt Fundortangaben für die Länder Algerien, Spanien, Frankreich, Belgien, Luxemburg, Deutschland, Schweiz, Italien, Tschechien, Polen, Slowakei, der europäische Teil Russlands, Belarus, Österreich, Ungarn, Slowenien, Kroatien, Serbien, Bosnien und Herzegowina, Montenegro, Albanien, Bulgarien, Rumänien, Moldawien sowie Ukraine. Der Hirschwurz-Haarstrang kommt in Mitteleuropa zerstreut bis verbreitet vor. Peucedanum cervaria kommt in Spanien in Höhenlagen von 0 bis 1400 Metern vor.
Der Hirschwurz-Haarstrang kommt in Deutschland vor allem in der Mitte und im Süden des Gebiets zerstreut bis verbreitet vor.
Die Hirschwurz tritt in allen Bundesländern außer in Osttirol in der collinen bis montanen Höhenstufe häufig bis selten in geeigneten Habitaten auf. Im Rheintal und im nördlichen Alpenvorland gilt Peucedanum cervaria als „gefährdet“.
Peucedanum cervaria wächst einzeln oder in lockeren Gruppen in Staudenfluren an lichtreichen, kalkreichen, trockenen Stellen, oft auch auf skelettreichen, scherbigen rohen Böden. Er ist in Mitteleuropa eine Charakterart des Geranio-Peucedanetum cervariae aus dem Verband Geranion sanguinei. Gelegentlich kommt er auch in Halbtrockenrasen (Verband Mesobromion) oder in lichten Eichen-Niederwäldern (Ordnung Quercetalia pubescentis) vor.
Die ökologischen Zeigerwerte nach Landolt et al. 2010 sind in der Schweiz: Feuchtezahl F = 2w+ (mäßig trocken aber stark wechselnd), Lichtzahl L = 3 (halbschattig), Reaktionszahl R = 4 (neutral bis basisch), Temperaturzahl T = 4 (kollin), Nährstoffzahl N = 2 (nährstoffarm), Kontinentalitätszahl K = 4 (subkontinental).

## Taxonomie
Die Erstveröffentlichung erfolgte 1763 unter dem Namen Selinum cervaria durch Carl von Linné in Species Plantarum, Tomus 2, Seite 1194. Die Neukombination zu Peucedanum cervaria (L.) Lapeyr. wurde 1813 durch Philippe Picot de Lapeyrouse in Histoire Abrégée des Plantes des Pyrenées, Seite 149 veröffentlicht. Eine weitere Veröffentlichung erfolgte 1788 unter dem Namen Cervaria rivini durch Joseph Gaertner in De Fructibus et Seminibus Plantarum. ..., Tomus 1, Seite 91. Dies war bei vielen Autoren der akzeptierte Name.

## Nutzung
Die starkriechende und scharf schmeckende Wurzel wurde früher als „Radix Cervariae nigrae“ in der Heilkunde gebraucht. Auch die Früchte wurden heilkundlich als „Semen Cervariae nigrae“ verwendet.